# Nils Landergren
Nils (även kallad Niklas) Gustaf Gram Landergren, född 10 juli 1924 i Göteborgs garnisonsförsamling i Göteborgs och Bohus län, död 14 november 1984 i Lidingö församling i Stockholms län, var en svensk militär.

## Biografi
Landergren avlade studentexamen 1942. Han avlade officersexamen vid Krigsskolan 1945 och utnämndes samma år fänrik vid Smålands artilleriregemente, där han befordrades till löjtnant 1947. Han gick Artilleriofficersskolan vid Artilleri- och ingenjörhögskolan 1947–1948 och studerade vid Krigshögskolan 1954–1956. År 1956 befordrades han till kapten vid Smålands artilleriregemente, varefter han tjänstgjorde vid Försvarsstaben 1958–1962 och studerade vid en krigshögskola i USA 1958–1959. Han tjänstgjorde vid Svea artilleriregemente 1962–1963, befordrades till major 1963, tjänstgjorde vid Militärhögskolan 1963–1964, tjänstgjorde vid Försvarsdepartementet 1964–1966, befordrades till överstelöjtnant 1965 och tjänstgjorde vid Gotlands artillerikår 1966–1967. Han tjänstgjorde vid Försvarsstaben 1967–1973: som chef för Planeringsavdelningen 1967–1970 och som chef för Sektion 4 1970–1973. Han befordrades till överste 1969 och var militär expert i 1965 och 1970 års försvarsutredningar. Åren 1973–1975 var han chef för Bodens artilleriregemente, varpå han tjänstgjorde vid Arméstaben 1975–1976. År 1976 befordrades han till överste av första graden, varpå han 1976–1981 var chef för Livgardets dragoner, befälhavare för Stockholms försvarsområde och kommendant över Stockholms garnison. År 1981 befordrades han till generalmajor och 1981–1984 var han chef för Internationella enheten vid Försvarsdepartementet. Landergren avled den 14 november 1984, bara några veckor efter sin pensionering.
Nils Landergren invaldes 1969 som ledamot av Kungliga Krigsvetenskapsakademien. Han är begravd på Lidingö kyrkogård.

## Utmärkelser
- Riddare av första klassen av Svärdsorden, 1963.[13]
- Kommendör av Svärdsorden, 6 juni 1973.[14]